# 珠光蛇属
珠光蛇属（学名：Blythia）有鳞目游蛇科的一属，目前确认有2种。

## 下属物种
本属包括以下物种：
- 米佐拉姆珠光蛇 Blythia hmuifang Vogel, Lalremsanga, & Vanlalhrima, 2017[3]
- 珠光蛇 Blythia reticulata (Blyth, 1854)[3]